# Hättvisirbärare
Hättvisirbärare (Augastes lumachella) är en fågel i familjen kolibrier.

## Utbredning och systematik
Fågeln förekommer lokalt i nordöstra Brasilien (i delstaten Bahia och i ett litet område i norra Minas Gerais mot gränsen till Bahia). Den behandlas som monotypisk, det vill säga att den inte delas in i några underarter.

## Status
IUCN kategoriserar arten som nära hotad.